# میدان نفتی کورمانگازی
میدان نفتی کورمانگازی (انگلیسی: Kurmangazy oil field) از میدان‌های نفتی قزاقستان است، که در سال ۲۰۰۲ کشف شد.